# Egidio Ingrosso
Egidio Ingrosso (Lecce, 8 agosto 1971) è un allenatore di calcio ed ex calciatore italiano, di ruolo difensore.

## Carriera

### Calciatore
Ha giocato in serie A e serie B con il Lecce e in C con Reggina e Vis Pesaro, Chieti, Catanzaro e Marsala, con cui ha conquistato una promozione in C-1 e di cui è stato anche capitano.
I suoi centimetri in altezza lo rendevano pericolosissimo nei calci d'angolo, complice anche una potenza fuori dal normale. Molte delle sue reti vengono proprio da palle ferme. Durante la militanza con il Marsala, di cui è anche stato capitano, precisamente nel 1999, Ingrosso subì un grave infortunio durante il derby dei siciliani contro il Palermo Calcio, e rimase fermo un anno; stop dalla quale Ingrosso non si è più ripreso, cominciando una parabola discendente. Da ricordare il suo esordio in serie A il 17 gennaio del 1990 contro la blasonata Inter, dove fece una grossissima prestazione marcando a uomo il tedesco Jurgen Klinsmann.

## Palmarès

### Club

#### Competizioni nazionali
- Serie C2: 1

Marsala: 1997-1998